# Austrotinodes paraguayensis
Austrotinodes paraguayensis is een schietmot uit de
familie Ecnomidae. De soort komt voor in het Neotropisch gebied.